# Mia Farrow
Mia Farrow (Los Angeles, Kalifornija, 9. veljače 1945.) je američka glumica.
Karijeru započinje u kazalištu s osamnaest godina nastupajući u ulogama naivki na Broadwayu. Na filmu debitira 1964. godine, a iste godine nastupa i u TV seriji "Gradić Peyton" i jednom od glavnih uloga stječe veliku popularnost.
Nakon dvije godine napušta seriju i dobiva veliki publicitet udajom za 30 godina starijeg Franka Sinatru, od kojeg se rastaje 1968. godine. Iste godine joj film strave "Rosemaryna beba", Romana Polańskog pribavlja nominaciju za Oscara.